# Лиственничная (приток Выкомши)
Лиственничная — река в России, протекает на юго-западе Лешуконского района Архангельской области. Левый приток реки Выкомша.
Длина реки составляет 15 км.
Течёт по лесной болотистой местности. Впадает в Выкомшу на высоте 66 м над уровнем моря.

## Данные водного реестра
По данным государственного водного реестра России относится к Двинско-Печорскому бассейновому округу, водохозяйственный участок реки — Мезень от истока до водомерного поста у деревни Малонисогорская. Речной бассейн реки — Мезень.
Код объекта в государственном водном реестре — 03030000112103000048389.